# Hung
Hung er en amerikansk tv-serie, skabt af Dmitry Lipkin og Colette Burson. Serien debuterede på HBO den 28. juni 2009.